# Leishmania tropica
Leishmania tropica je parazitickým prvokem způsobujícím kožní leishmaniózu. Je přenášena při kousnutí hmyzím vektorem rodu Phlebotomus. Dříve se předpokládalo, že se jedná pouze o antroponózu (onemocnění postihující výhradně člověka), v současnosti byla prokázána přítomnost zvířecích rezervoárů, jimiž mohou být například psi nebo damani na některých místech v Izraeli.

## Morfologie
Celá třída Kinetoplastea je charakterizovaná přítomností kinetoplastu, úseku mitochondrie s velkým obsahem DNA, který je vždy lokalizován u báze bičíku.
U Leishmanií můžeme pozorovat 2 odlišná morfologická stádia. V makrofázích savců jsou přítomné ve stadiu amastigota, což je malá kulatá forma s velmi krátkým bičíkem, který není ve světelném mikroskopu patrný. V trávicí soustavě přenašečů vytváří Leishmanie formu promastigota, pro kterou je typická protažená buňka s předním tažným bičíkem.

## Výskyt
Leishmania tropica se vyskytuje ve Starém světě, především v městských a příměstských oblastech jižní Evropy, severní Afriky, na Blízkém východě a ve střední Asii.

## Životní cyklus

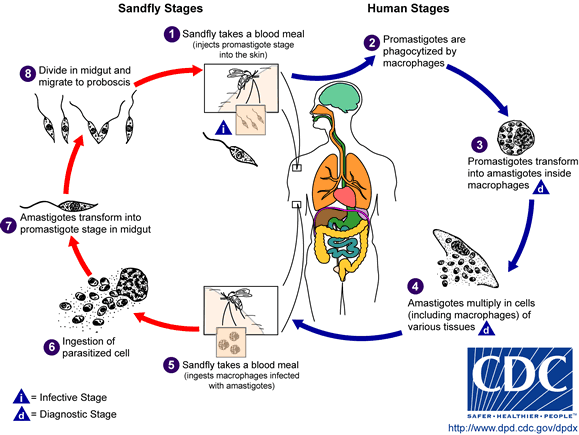
Vývojový cyklus leishmanií

Do savčího hostitele se Leishmania dostává ve formě promastigota z ústního ústrojí flebotoma během sání krve. V kůži potom dojde k fagocytóze makrofágy, ve kterých se promastigot rychle transformuje na formu amastigota. V makrofágu následně dojde ke splynutí vakuoly obsahující amastigoty s lysosomem, vzniká tak fagolysosom. Amastigoti jsou ale vůči účinkům produkovaných látek imunní, množí se zde a po prasknutí hostitelské buňky infikují další makrofágy. Vektor, flebotomus, se nakazí sáním na infikovaném hositeli. V jeho střevech dojde k transformaci amastigotů zpět na promastigoty, kteří se zde množí. Celý cyklus se poté může opakovat.

## Onemocnění
Onemocnění se projevuje vznikem suchého vředu na kůži. Po ukončení inkubační doby, která může trvat několik dní až několik měsíců, se na kůži nejdřív objeví červená papula v místě kousnutí od flebotoma. Ta může ve výjimečných případech zmizet, ale častěji se mění ve vřed pokrytý keratinizovanými šupinkami. Tento suchý vřed se spontánně zahojí po 12 – 18 měsících, ale zanechává po sobě trvalou nepigmentovanou jizvu.
Ve výjimečných případech může dojít i k přechodu do viscerální formy, která se projevuje zvětšenou slezinou a zánětem mízních uzlin.